# Sayadaw
Sayadaw est un terme birman utilisé dans le bouddhisme pour qualifier un moine (bhikhu) responsable d'un monastère. Le terme abbé est utilisé pour désigner cette fonction en Occident. 
Ce mot honorifique désignait initialement le moine le plus ancien (mahathera) choisi pour être précepteur royal. Par la suite, son emploi s'est étendu et il est devenu un terme de respect pour tout moine important.

## Liste de sayadaw importants
Voici une liste de sayadaw importants dans l'histoire birmane récente.
- Sayadaw U Tejaniya
- Ledi Sayadaw
- Sunlun Sayadaw
- Nyaungyan_Sayadaw
- Mingun_Sayadaw
- Taungtan Sasana Pyu Sayadaw
- Mahasi Sayadaw
- Webu Sayadaw
- Mahagandhayon Sayadaw
- Mogok Vimala
- Taung Pu Lu Sayadaw
- Chanmyay Sayadaw
- Ma Soe Yein Sayadaw
- Pakkokku Sayadaw
- Shwe Hintha Sayadaw
- Tharmanya Sayadaw
- Thabyekan Sayadaw
- U Lokanatha
- Bamaw Sayadaw
- Maha Bodhi Ta Htaung Sayadaw
- Pa Auk Sayadaw
- U Sandardhika
- Thitagu Sayadaw
- U Jotika
- U Pandita
- Silanandabhivamsa Sayadaw
- Nandamalabhivamsa Sayadaw
- Dhammaduta Sayadaw Dr. Chekinda